# Alía
Alía és un municipi de la província de Càceres, a la comunitat autònoma d'Extremadura, comarca de Las Villuercas, situat al NE de la capital de la província.
El seu nom prové de l'àrab ʿĀliya (عالية), que significa "alta", (és a 582 metres d'altitud) L'any 2009 tenía 1.021 habitants i 2.104 l'any 1980. Gentilici: alians/alianes.
Alía va pertànyer a la zona sota control de la República espanyola fins 1938. A Alía varen néixer els germans Rodríguez Juárez que varen formar part d'un escamot de maquis durant els anys posteriors a la Guerra Civil Espanyola.